# Irene Schroll
Irene Schroll (ur. w 1966) – niemiecka biathlonistka reprezentująca RFN. W Pucharze Świata zadebiutowała 26 stycznia 1989 roku w Ruhpolding, gdzie zajęła 33. miejsce w biegu indywidualnym. Pierwsze punkty wywalczyła 14 grudnia 1989 roku w Obertilliach, zajmując siódme miejsce w tej samej konkurencji. Nigdy nie stanęła na podium w zawodach indywidualnych, jednak 18 marca 1990 roku w Kontiolahti wspólnie z Petrą Schaaf, Doriną Pieper i Ingą Kesper zwyciężyła w biegu drużynowym. Najlepsze wyniki osiągnęła w sezonie 1989/1990, kiedy zajęła 22. miejsce w klasyfikacji generalnej. W 1990 roku wystąpiła na mistrzostwach świata w Mińsku/Oslo, gdzie razem z Danielą Hörburger, Ingą Kesper i Petrą Schaaf zajęła drugie miejsce w biegu drużynowym. Uplasowała się tam też na piętnastej pozycji w sprincie i ósmej w sztafecie. Nigdy nie brała udziału w igrzyskach olimpijskich.

## Osiągnięcia

### Mistrzostwa świata
| Rok  | Miejscowość | Konkurencje | Konkurencje | Konkurencje | Konkurencje | Konkurencje | Konkurencje | Konkurencje |
| Rok  | Miejscowość | IN          | SP          | PU          | MS          | RL          | MR          | SR          |
| ---- | ----------- | ----------- | ----------- | ----------- | ----------- | ----------- | ----------- | ----------- |
| 1990 | Mińsk/Oslo  | –           | 15.         | nd.         | nd.         | 8.          | nd.         | –           |

### Puchar Świata

#### Miejsca w klasyfikacji generalnej
| Sezon     | Miejsce |
| --------- | ------- |
| 1988/1989 | -       |
| 1989/1990 | 22.     |

#### Miejsca na podium chronologicznie
Schroll nigdy nie stanęła na podium indywidualnych zawodów PŚ.